# Hobrovejens Idræts Klub Aalborg
Hobrovejens Idræts Klub Aalborg er en volleyballklub i Aalborg.

## Ekstern henvisning
- Aalborg HIK Volleyball Arkiveret 3. april 2006 hos  Wayback Machine

| Sport | Spire Denne artikel om sport er en spire som bør udbygges. Du er velkommen til at hjælpe Wikipedia ved at udvide den. |